# Xã Merrill, Michigan
Xã Merrill (tiếng Anh: Merrill Township) là một xã thuộc quận Newaygo, tiểu bang Michigan, Hoa Kỳ. Năm 2010, dân số của xã này là 667 người.